# Birkendegård
Birkendegård er en herregård der ligger i Værslev Sogn, Kalundborg Kommune i Nordvestsjælland. Kaldet Birkingegaard fra 1672.
Birkendegaard Gods er på 525 hektar
I 1997 blev Landbomuseet på Birkendegaard indrettet i den gamle tyrestald.

## Ejere af Birkendegaard
- (1363-1535) Roskilde Bispestol
- (1536-1672) Kronen
- (1672-1686) Jørgen Bielke
- (1686-1692) Jørgen Hansen
- (1692-1693) Christian 5.
- (1693-1700) Sophie Amalie Bielke gift Hvalsøe
- (1700-1726) Johan Christopher von Schønbach
- (1726-1732) Anna Elisabeth von Korff gift von Schønbach
- (1732-1733) Susanne Louise von Schønbach / Hans Friderich von Schønbach
- (1733-1735) Johan Christopher von Schønbach
- (1735) Christiane Kristine Møller
- (1735-1743) Terkel Terkelsen
- (1743-1757) Christian Lerche
- (1757-1766) Amalie Margrethe Christiane Caroline af Leiningen-Westerburg, gift Lerche
- (1766-1798) Georg Flemming Lerche
- (1798-1853) Christian Cornelius Lerche
- (1853-1895) Vilhelm Cornelius Magnus Lerche
- (1895-1921) Gustav Lerche
- (1921) Jens Jacobsen
- (1921-1949) Aage Faye
- (1949-1985) Gerhard Faye
- (1985-) Jørgen Faye

## Udbygninger
- (1851) Tidligere bygning nedbrændt
- (1854) Nuværende hovedbygning opført
- (1944) Istandsættelse ved L. Schrøder